# Oskar Nørland
Niels Christian Oskar Nørland (Roskilde, 4 d'octubre de 1882 – Frederiksberg, 18 de maig de 1941) va ser un atleta i futbolista danès que va competir a començaments del segle xx. Jugà com a davanter i en el seu palmarès destaquen dues medalles de plata en la competició de futbol dels Jocs Olímpics de Londres de 1908 i d'Estocolm de 1912 i la d'or als Jocs Intercalats d'Atenes el 1906. També guanyà dues edicions de la lliga danesa de futbol, el 1912-1913 i 1913-1914.
A la selecció nacional jugà un total de 14 partits, en què no marcà cap gol, tot i jugar com a davanter.
Com a atleta guanyà dues medalles d'or i dues de plata en diferents proves dels campionats nacionals d'atletisme entre 1908 i 1910.